# OTV Live News イット!
『OTV Live News イット!』（オーティーヴィ ライブニュースイット）は、沖縄テレビ放送（OTV）で2019年4月1日より放送中の沖縄県のローカルワイドニュース番組である。

## 概要
キー局であるフジテレビが新たな報道番組として『Live News it!』をスタートさせることに伴い、2018年4月2日から1年間続いた『OTVプライムニュース』の後継番組として2019年4月1日に放送を開始した。2020年9月28日からフジテレビでは『Live News イット!』にタイトル変更・リニューアルし、本番組も同日より編成上は『OTV Live News イット!』にタイトル変更し、県内ニュースの放送時間も18:09 - 18:45に繰り上がったが、県内ニュースのリニューアルは2020年10月19日の新スタジオ稼働開始に合わせて行われた。

### タイトルロゴ
- 初代（2019年4月1日 - 2020年10月18日）

カラーリング：OTV Live Newsit!
上段は『OTV』（改行）『Live News』、下段は『it!』と表記。
- 2代目（2020年10月19日 - 2022年10月1日）

カラーリング：OTV Live News イット!
左側に『OTV』（改行）『Live News』、右側に『イット!』と表記。
- 3代目（2022年10月4日 - ）

カラーリング：! OTV news イット!
左側から立体の『！』、『OTV』（改行）『news』、右側に『イット!』と表記。

## 出演者
平日版
| 期間      | 期間      | 男性       | 男性     | 女性       | 女性       | 女性       |
| 期間      | 期間      | 月・火     | 水 - 金  | 月・火     | 水         | 木・金     |
| --------- | --------- | ---------- | -------- | ---------- | ---------- | ---------- |
| 2019.4.1  | 2020.3.27 | 佐久本浩志 | 大城良太 | 金城わか菜 | 金城わか菜 | 平良いずみ |
| 2020.3.30 | 2021.3.26 | 稲嶺羊輔   | 大城良太 | 平良いずみ | 金城わか菜 | 金城わか菜 |
| 2021.3.29 | 2022.4.1  | 稲嶺羊輔   | 大城良太 | 平良いずみ | 平良いずみ | 小林美沙希 |
| 2022.4.4  | 現在      | 稲嶺羊輔   | 大城良太 | 金城わか菜 | 小林美沙希 | 小林美沙希 |

週末版
- 後間秋穂

## 放送時間
平日
- 15:45 - 19:00
  - このうち、15:45 - 18:09は東京発の『Live News イット!』。
  - 公式サイトでは、当番組の開始時刻は17:48としている[2]。

週末
- 17:30 - 18:00
  - このうち、17:30 - 17:46は東京発の『FNN Live News イット!』。